# Tjalling Petrus Tresling (1844-1906)
Tjalling Petrus Tresling (Groningen, 25 december 1844 - Arnhem, 15 mei 1906) was een Nederlandse burgemeester.

## Familie
Tresling werd geboren in Groningen als zoon van med. doctor Paulus Tresling en Tjabina Eidina Hesse. Hij werd vernoemd naar zijn oom Tjalling Petrus Tresling, die een aantal maanden voor zijn geboorte was overleden. Tresling trouwde in 1880 met Anna Sophia Wichers (1857-1927).

## Loopbaan
Tresling was achtereenvolgens burgemeester van Ezinge (1870-1876), 't Zandt (1876-1886) en Smallingerland (1886-1901). In 1901 trad hij om gezondheidsredenen af, bij zijn afscheid kreeg hij van de bevolking "een prachtige pendule in brons met bijbehorende candelabres, een wandelwagen en een rustbed". In Drachten werd de Treslingstraat naar hem vernoemd.
Tresling verhuisde naar Arnhem, waar hij in 1906 op 61-jarige leeftijd overleed.